# Šanové
Šanové (šansky တႆး, [tɑ́ɪ]IPA; barmsky ရှမ်းလူမျိုး, [ʃán lùmjó]IPA; thajsky ไทยใหญ่, nebo ฉาน; čínsky pchin-jinem Shànzú, Dǎizú, znaky zjednodušené 掸族, 傣族, tradiční 掸撣, 傣族) jsou národ příbuzný Laům žijící v jihovýchodní Asii, především Myanmaru, dále i v přilehlých regionech Číně a Thajska. Hovoří šanštinou, jedním z tajských jazyků tajsko-kadajské jazykové rodiny. Jejich počet je odhadován na 6 milionů.
V Myanmaru jsou soustředěni především v Šanském státě, v menší míře i Kačjinském a Karenském státu a mandalajské oblasti.